# Wild (Familie)
Die Familie Wild war, neben der Familie Hassenpflug, eine der frühesten und ergiebigsten Quellen für die Sammlung Kinder- und Hausmärchen (KHM) der Brüder Grimm. Auch diese Familie hatte hugenottische Wurzeln. Die Familie betrieb die Sonnenapotheke im Haus Marktgasse 19 in Kassel, das nur zwei Häuser vom ersten Wohnhaus der Brüder Grimm entfernt war und 1943 zerstört wurde. Die Tochter Henriette Dorothea Wild wurde 1825 Wilhelm Grimms Ehefrau.

## Beiträge zur Märchensammlung

### Beiträge von Dorothea Catharina Wild
Zwei Beiträge sind von der Apothekersfrau Dorothea Catharina Wild (1752–1813) nachgewiesen:
- KHM 18: Strohhalm, Kohle und Bohne
- KHM 30: Läuschen und Flöhchen

### Beiträge der Töchter
Die übrigen Märchen stammten von den unverheirateten Töchtern der Familie:

#### Margarete Marianne (Gretchen) Wild (1787–1819)
- KHM 2: Katze und Maus in Gesellschaft
- KHM 3: Marienkind
- KHM 58: Der Hund und der Sperling
- KHM 154: Der gestohlene Heller
- KHM 64a: Die weiße Taube
- Möglicherweise KHM 59a: Prinz Schwan

#### Henriette Dorothea (Dortchen) Wild (1793–1867)

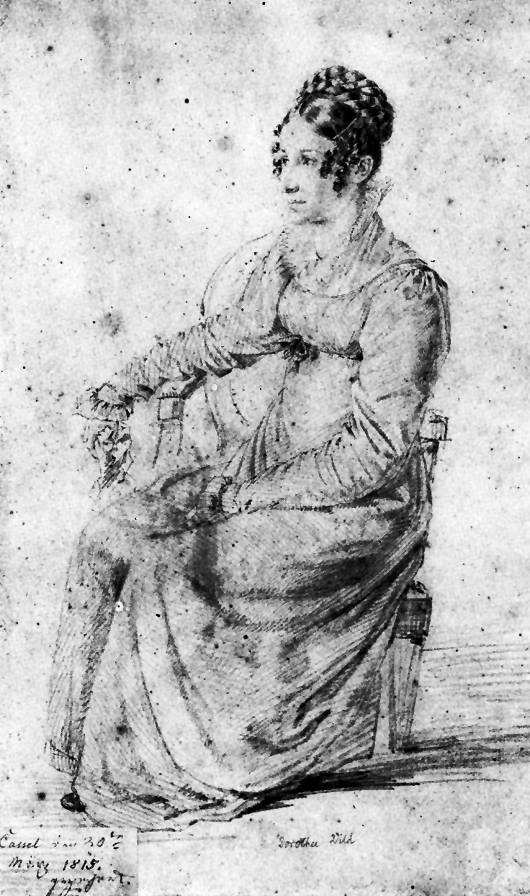
Dorothea Wild, 1815

- KHM 13: Die drei Männlein im Walde
- KHM 24: Frau Holle
- KHM 28: Der singende Knochen
- KHM 36: Tischchen deck dich, Goldesel und Knüppel aus dem Sack
- KHM 39: Die Wichtelmänner
- KHM 46: Fitchers Vogel
- KHM 49: Die sechs Schwäne
- KHM 52: König Drosselbart
- KHM 55: Rumpelstilzchen (mit Johanna Elisabeth (Lisette) Wild (1782–1858))
- KHM 56: Der Liebste Roland
- KHM 65: Allerleirauh
- KHM 88: Das singende springende Löweneckerchen
- KHM 103: Der süße Brei
- KHM 104: Die klugen Leute
- KHM 105: Märchen von der Unke (mit Lisette Wild)
- Möglicherweise auch KHM 60a: Das Goldei

#### Marie Elisabeth Wild (1794–1858)
- KHM 44: Der Gevatter Tod

Wohl auch von der Familie Wild stammte:
- KHM 1: Der Froschkönig oder der eiserne Heinrich